# 反斗威龍
《反斗威龙》（英語：Odd Man Out）是香港無綫電視1991年拍攝的電視連續劇，監製蕭笙，也是其在转投亚洲电视前在无线电视监制的最后一部剧集。此剧曾在2016年于TVB星河频道及2017年于TVB经典台重播。